# NGC 7505
NGC 7505 is een spiraalvormig sterrenstelsel in het sterrenbeeld Pegasus. Het hemelobject werd op 25 september 1886 ontdekt door de Amerikaanse astronoom Lewis A. Swift.

## Synoniemen
- ZWG 431.9
- PGC 70636